# Death Wish V: The Face of Death
Death Wish V: The Face of Death är en actionfilm från 1994. Filmen är regisserad av Allan A. Goldstein och är den sista av Death Wish-filmerna. Det blev även den sista biofilmen som Charles Bronson hade huvudrollen i.